# Soof
Soof is een Nederlandse romantische komedie uit 2013 onder regie van Antoinette Beumer. De film is geïnspireerd door de columns van Sylvia Witteman en tot een scenario gevormd door Beumers zus Marjolein Beumer. De hoofdrollen zijn weggelegd voor Lies Visschedijk, Fedja van Huêt en Dan Karaty.

## Verhaal
Soof (Visschedijk) is bijna veertig jaar oud, getrouwd met financieel jurist Kasper (Van Huêt), met wie ze drie kinderen – puberdochter Sascha (Lobke de Boer) en twee jonge tweelingzoons – opvoedt in Driemond. Ze runt haar eigen cateringbedrijf van huis uit, met hulp van medewerkers Najat (Maryam Hassouni) en Gaby (Eva Laurenssen), maar behaalt geen successen. Ze kookt weliswaar voor BN'ers, maar heeft moeite om mee te gaan in de moderne, hippe stijl, waardoor het maken van een indruk wegblijft. Kasper is vrijwel altijd afwezig door zijn werk als zakenman, maar vindt hier ook geen genoegdoening in. Soof en Kasper leven langs elkaar heen en in het huwelijk is de passie ver te zoeken. Soof begint zich af te vragen of ze wel tevreden is met haar leven, en geniet van de aandacht van televisiepersoonlijkheid Jim Cole (Karaty). Als bekend choreograaf, omringd door prachtige vrouwen als Olcay Gulsen, leidt hij een elegant maar oppervlakkig bestaan. Het tweetal ontmoet elkaar tijdens een cateringklus van Soof. Jim valt meteen als een blok voor haar en geeft haar al zijn aandacht.
Soof, die nu eens niet hoeft na te denken over wie de kinderen naar hockey brengt, slaat de avances van Jim niet onmiddellijk af. Jim roemt het eten van Soof, waardoor haar bedrijf van de grond komt. Ze mag nu de meest chique en exclusieve feesten voorzien van de catering en heeft aan haar huiskeuken niet genoeg meer. Kasper vindt daarom de in zijn ogen perfecte oplossing: hij stopt met zijn werk, zodat Soof fulltime kan werken. In zijn vrije tijd bouwt hij, met behulp van een Poolse klusjesman, het tuinhuis om tot een professionele keuken. Gelijktijdig doet hij het huishouden en verzorgt hij de kinderen, een klus die hij groots onderschat. Hij komt afspraken niet na en verwaarloost de behoeften van zijn kinderen, tot grote ergernis van het hele gezin. Soof ziet door de bomen het bos niet meer en reageert haar werkstress af op Kasper. Ondertussen vindt ze escapisme in haar afspraakjes met Jim. Langzamerhand begint de stress een zware wissel te trekken op hun huwelijk.
Als er thuis bloemen worden bezorgd namens Jim Cole, begint Kasper een affaire te vermoeden. Hij dringt zichzelf op om mee te gaan naar een filmpremière in Pathé Tuschinski waar Soof door Jim voor is uitgenodigd. Nadat hij ziet hoe liefkozend het tweetal met elkaar omgaat, is Kasper zeker van zijn zaak: Soof houdt er een minnaar op na. Hij confronteert Soof hiermee, en schrikt haar zodoende het huis uit. Zij vindt heil in Jims appartement en deelt het bed met hem. Gelijktijdig eet een van de tweelingjongens muizengif en moet met spoed naar het ziekenhuis worden gebracht. Zijn maag moet acuut worden leeggepompt. Soof kan niet worden bereikt door Kasper. Voor Kasper is dit de druppel; tot ongenoegen van Soof en de kinderen vraagt hij een scheiding aan.
Soof neemt intrek in het tuinhuisje en realiseert zich al snel dat ze Kasper mist. Hij zit echter niet stil, en gaat op date met de jonge Bob (Chantal Janzen). Soof, die de avances van Jim afslaat, kijkt met verdriet en woede toe hoe Kasper en Bob naar elkaar toe groeien, en valt Bob aan als zij het huis voor de zoveelste keer bezoekt. Kasper schrikt hiervan en realiseert zich dat Soof nog veel van hem houdt: hij besluit uiteindelijk om Bob te verlaten en naar Soof terug te keren.

## Rolverdeling
- Lies Visschedijk als Sofie 'Soof'
- Fedja van Huêt als Kasper
- Dan Karaty als Jim Cole
- Anneke Blok als Hansje
- Lobke de Boer als Sascha
- Niek Schoemaker als Dies
- Brent Schoemaker als Bing
- Chantal Janzen als Bob
- Maryam Hassouni als Najat
- Eva Laurenssen als Gaby
- Dick van den Toorn als Gerrit
- Sanne Wallis de Vries als Fanny Roodman
- George van Houts als Jan Jaap
- Alex Klaasen als Harm Jan
- Olcay Gulsen als Olcay Gulsen

Cameo's zijn weggelegd voor Martin Koolhoven, Femke Halsema, Philippe Remarque, Joop Braakhekke, Wilma Nanninga en Sylvia Witteman.

## Productie
Scenarioschrijfster Marjolein Beumer was al bekend met de columns van Sylvia Witteman en toen zij werd benaderd om het scenario te schrijven, besloot zij om eerst een verhaal te construeren, voordat ze de columns herlas. Marjolein Beumer stopte ook veel uit haar eigen leven in het verhaal, maar nam een column, 'Mad Men', van Witteman over de strijd tussen de seksen als uitgang.

## Ontvangst
De film kreeg een brede release in 126 zalen en ontving overwegend positieve reacties. De recensent van de Volkskrant noemde de film "een knappe BN-stoet zonder pretenties" en schreef: "Antoinette Beumer regisseert kundig en recht op het doel af, haar scènes zakken nooit in. De humor in Soof ligt er veelal dik bovenop, maar is goed getimed en mag ook schuilgaan in een blik. Zus Marjolein Beumer [...] houdt de dialoog voldoende scherp." Visschedijk werd in het specifiek geroemd om haar acteerspel; de recensent schreef dat zij "ondanks de nodige kunstgrepen in het scenario van vlees en bloed blijft". De recensent van De Telegraaf deelde de mening over de hoofdrolspeelster: "Lies Visschedijk overtreft zichzelf als de licht hysterische Soof en er is goede chemie tussen de actrice en haar tegenspeler Fedja van Huêt. Sterke bijrollen zijn er voor Anneke Blok, George van Houts en Alex Klaasen. De kinderen doen ook een stevige duit in het zakje." De kracht van de "heerlijke feelgood-film" lag volgens de recensent bovendien in de "herkenbaarheid".
De recensent van Het Parool vervolgde de lofzang voor Visschedijk, maar gaf kritiek op het acteerspel van Dan Karaty: "Slappe scènes, stuk voor stuk. En de film gaat ook op een opdringerig irritante manier gebukt onder meedogenloze product placement. Vooral de rol van mediapartner De Telegraaf en showbizzreporter Wilma Nanninga leiden tot een aantal bijzonder tenenkrommende momenten." De recensent van NU.nl gaf de film vier uit vijf sterren en schreef: "Van het voorspelbare verhaaltje moet u geen al te grote verwachtingen hebben, maar Soof barst gelukkig van de humor. [...] Soof benadert de toon van [Wittemans] columns heel aardig en pakt je in met een stel leuke acteurs en een 'feelgood'-finale. De aftiteling tovert een laatste glimlach op de lippen."